# Rio Baton
O rio Baton é um rio do Distrito de Tasmânia na Ilha do Sul de Nova Zelândia. Nasce perto da Saddle Baton nas Montanhas Arthur ("Arthur Range")e flui para o leste-SudEste, e de seguida para o nordeste, antes de alimentar do rio Motueka, 2 km a sul de Woodstock.